# جنگل تاغ
جنگل تاغ نام جنگلی در حاشیهٔ جنوبی شهرستان بردسکن است که به‌عنوان سپری از پوشش گیاهی حدفاصل مناطق مسکونی و کشاورزی با مناطق بیابانی قرار دارد و از جمله مهار بیابان، گونه‌های مختلف گیاهی و حیات وحش را دارا می‌باشد.